# Teke
Teke (kaz.: Теке көлі, Teke köly; ros.: озеро Теке, oziero Tiekie) – słono-gorzkie jezioro bezodpływowe typu eolicznego w północnym Kazachstanie, w obwodzie północnokazachstańskim, przy granicy z Rosją.
Jezioro o powierzchni 265,6 km² (zmienna w zależności od pory roku) i głębokości do 1 m. Długość linii brzegowej wynosi 155,2 km. Obszar zlewni jeziora zajmuje 4240 km² i stanowi szeroką, ale płytką kotlinę, zagłębioną na 80 m w stosunku do otaczających, płaskich stepów. Jezioro zasila łącznie 37 większych i mniejszych rzek oraz strumieni; największa z nich – rzeka Tałdysaj – jedna z nielicznych, które latem nie wysychają kompletnie. Poziom lustra wody sięga 29 m n.p.m. Brzegi są strome i urwiste a linia brzegowa miejscami postrzępiona. W strefie przybrzeżnej jeziora występuje kilka niewielkich wysepek. Akwen otacza szeroki pas sołonczaków.